# أبري تبة
أبري تبة (بالفارسية: ابری تپه) هي مستوطنة تقع في قسم آذري الريفي (مقاطعة إسفراين) في إيران. يقدر عدد سكانها بـ 176 نسمة بحسب إحصاء 2016.